# فيصل الحجي بوخضور
فيصل محمد الحجي بوخضور (15 نوفمبر 1946 - 8 أكتوبر 2021)، وزير وسفير كويتي سابق.

## سيرته
حصل على بكالوريوس تجارة من جامعة عين شمس في مصر في عام 1968، وأتم دورتين في الإدارة والاستثمار من جامعة الكويت في عام 1969 ودورة الدبلوماسية في 1969/1970. ألتحق بوزارة الخارجية في أكتوبر 1968 إلى أن وصل إلى درجة سفير، وعين سفيرا للكويت في البحرين من 1988 وحتى 1992. في عام 1993 تقلد منصب وكيل وزارة الإعلام حتى عام 1999.
عين وزيرا للشؤون الاجتماعية والعمل في 29 يوليو 2003 وعين وزيرا للإعلام بالوكالة من 4 يناير 2005 وحتى 30 مارس 2005 ، وفي 1 مارس 2007 تم تعيينه نائبا لرئيس مجلس الوزراء ووزير الدولة لشؤون مجلس الوزراء ، وفي 28 أكتوبر 2007 تم تعيينه نائبا لرئيس مجلس الوزراء ووزير الدولة لشؤون مجلس الوزراء ، وفي 28 مايو 2008 تم تعيينه نائبا لرئيس مجلس الوزراء ووزير الدولة لشؤون مجلس الوزراء ، وفي 12 يناير 2009 تم تعيينه نائبا لرئيس مجلس الوزراء ووزير الدولة لشؤون مجلس الوزراء. وظل بالمنصب حتى يونيو من نفس العام. شغل لاحقًا منصب مستشار في ديوان رئيس مجلس الوزراء.